# Ула (приток Горькой)
Ула́ — река на юге России, левый приток реки Горькой, протекает в Грачёвском районе Ставропольского края. Входит в «Перечень объектов, подлежащих региональному государственному надзору в области использования и охраны водных объектов на территории Ставропольского края», утверждённый постановлением Правительства Ставропольского края от 5 мая 2015 года № 187-п.

## Название
В некоторых старинных картографических источниках (например на плане города Ставрополя 1805 года) как Чла показан левый приток Улы — Ташла (по одной из версий наименование «Ташла» образовано от тюркских слов таш — «камень» и ла (ула, чла) — «река, вода»).

## География и гидрология
Длина реки составляет 10 км, площадь водосборного бассейна — 317 км². Река образуется от слияния составляющих рек Ташлы и Мутнянки (правый приток Улы) в черте села Старомарьевка. Устье реки находится в 16 км по левому берегу реки Горькой, восточнее Старомарьевки.
По состоянию на 2001 год среднегодовой расход воды в Уле составлял 0,94 м³/с, среднегодовая величина её речного стока — 29,7 млн м³ (наибольший годовой объём стока — 71,8 м³/с — зафиксирован в 1956 году). В 1951—2008 годах средняя высота водосбора реки составляла 440 м, средний расход воды — 0,67 м³/с, слой стока — 78 мм.
К началу 2000-х годов замерзание реки происходило не ранее 22 ноября и не позднее 8 февраля (средняя продолжительность ледостава 63 дня), а наступление половодья — не ранее 30 января и не позднее 2 апреля (средняя продолжительность 51 день). В 1949 году половодье стало причиной наводнения, когда уровень воды в Уле поднялся на 2,8 м.

## Данные водного реестра
По данным государственного водного реестра России относится к Донскому бассейновому округу, водохозяйственный участок реки — Калаус, речной подбассейн реки — Дон ниже впадения Северского Донца. Речной бассейн реки — Дон (российская часть бассейна). Код водного объекта — 05010500212108200000964.

## Изображения
- Река Ула
- Исток Улы (нижнее русло на фотографии), сверху Ташла, слева Мутнянка
- Ула в верховьях
- Ула в среднем течении
- Ула в нижнем течении
- Слияние Улы (правое русло) и Горькой